# Charlie Barnett
Charlie Barnett, född 23 september 1954 i Bluefield, West Virginia, död 16 mars 1996 i Flushing, Queens, New York, var en amerikansk skådespelare och komiker. Han är känd som Neville 'Noogie' Lamont i TV-serien Miami Vice.
Hans sista film blev They Bite 1996. Barnett avled i AIDS samma år.

## Filmografi i urval
- 1996 – They Bite
- 1988 – Mondo New York
- 1986 – En annorlunda tjej
- 1986 – Charlie Barnett's Terms of Enrollment (V)
- 1985 – My Man Adam
- 1985 – T.J. Hooker (TV-serie)
- 1984 – Miami Vice (TV-serie)
- 1983 – D.C. Cab